# Wicekról
Wicekról (hiszp. virrey, ang.
viceroy) – urzędnik królewski, sprawujący władzę nad danym terytorium (w niektórych przypadkach oficjalnie nazwanym od tytułu - wicekrólestwem) w imieniu monarchy. Urząd ten jest analogiczny z funkcją namiestnika monarszego, czy też generalnego gubernatora (generał-gubernatora) kraju podległego monarsze.

## Królestwo Hiszpanii

### W Europie
Władcy Hiszpanii (a wcześniej królestw: Kastylii i Aragonii) dla określonej części swojego państwa powoływali:
- wicekróla Aragonii,
- wicekróla Walencji,
- wicekróla Katalonii,
- wicekróla Nawarry,
- wicekróla Sardynii (urząd przetrwał także pod panowaniem austriackim i sabaudzkim),
- wicekróla Neapolu (urząd przetrwał także pod panowaniem austriackim),
- wicekróla Sycylii (urząd przetrwał także pod panowaniem austriackim i sabaudzkim),
- wicekróla Portugalii w czasie istnienia unii personalnej z Hiszpanią (1580–1640).

### W Amerykach
Wraz z zakończeniem podboju państwa azteckiego (1524) i imperium inkaskiego (1536), na nowo zdobytych terenach zaczęli pojawiać się królewscy urzędnicy. Byli to początkowo słudzy skarbu (oficiales reales de hacienda) pilnujący fiskalnych praw królów Hiszpanii, a w późniejszym okresie nadzorujący działania konkwistadorów-gubernatorów kontrolerzy (juezes pesquisadores). Ostatnim etapem wczesnej fazy ustanawiania kolonialnej administracji było mianowanie królewskich urzędników zarządzających prowincjami, z których największy zakres kompetencji i związanego z tym prestiżu posiadały gubernatorstwa (gobernaciones).
Kolejnym posunięciem umacniającym władzę królewską w Ameryce było ustanowienie królewskich audiencji (audiencias), których zadaniem było hamowanie rosnącej niezależności i ukrócenie samowoli kolonialnych urzędników poprzez umożliwienie odwołania się od ich decyzji (funkcja apelacyjna). Z biegiem czasu w celu okiełznania niepokojów wywołanych podbojem wyposażono je również w prerogatywy władzy administracyjnej. Brak oczekiwanych efektów sprawił jednak, że niezbędny okazał się na miejscu osobisty, wyposażony w szerokie kompetencje przedstawiciel monarchy w osobie wicekróla. Pierwsze Wicekrólestwo Nowej Hiszpanii ze stolicą w Meksyku ustanowiono w 1535.
Wicekrólowie wybierani przez Radę Indii, której bezpośrednio podlegali, byli najwyższymi rangą hiszpańskimi urzędnikami w koloniach. Reprezentowali oni bezpośrednio osobę króla dzięki czemu wyposażeni zostali w szeroki wachlarz uprawnień administracyjnych. Znaczny prestiż urzędu i liczne możliwości szybkiego wzbogacenia sprawiały, że było to stanowisko bardzo pożądane przez możnych potomków kastylijskiej arystokracji.
Ze względu na duże odległości, zależność wicekrólów od dworu okazała się jednak mocno iluzoryczna, dlatego też aby zapobiec nadmiernemu ich usamodzielnieniu wprowadzono pięcioletnią kadencyjność, a osoby sprawujące urząd otaczano siatką szpiegów. Pełni obrazu dopełniały częste inspekcje przysyłane z Europy, a także rutynowa ocena dokonywana pod koniec kadencji (residencia). Nowo mianowani wicekrólowie wyposażani byli w królewskie instrukcje (instrucciones), a także zobowiązani byli do prowadzenia dokumentacji ułatwiającej nadzór i zapewniającej ciągłość administracyjną w postaci kroniki rządów (memorias). Wskazywali również swojego zastępcę w razie nagłej śmierci (pliego de mortaja).
Kolonie hiszpańskie podzielone były na:
- Wicekrólestwo Nowej Hiszpanii (1525–1821),
- Wicekrólestwo Peru (1544–1821),
- Wicekrólestwo Nowej Granady (1717–1819),
- Wicekrólestwo La Platy (1776–1810).

## Królestwo Portugalii
Władcy Portugalii powoływali dla swoich kolonii:
- wicekróla Indii portugalskich (1500–1901)
- wicekróla Brazylii (pierwotnie podczas hiszpańsko-portugalskiej unii personalnej, następnie dla oficjalnego wicekrólestwa Brazylii od 1775)

## Księstwo Warszawskie
- wicekról

Urząd wicekróla był przewidziany w konstytucji księstwa. Zgodnie z jej art. 7. król saski miał prawo wyznaczyć osobę, której powierzał określoną część swoich obowiązków. Przez cały okres istnienia Księstwa, wicekról nie został powołany. Król powoływał jedynie szefa rządu, który zgodnie z konstytucją miał być powołany w sytuacji braku wicekróla.

## Królestwo Włoch (napoleońskie)
- Wicekról Włoch

Napoleon I, jako król Włoch oddał władzę w tym państwie swojemu pasierbowi, Eugeniuszowi de Beauharnais, który w latach 1805-1814 nosił tytuł wicekróla.

## Zjednoczone Królestwa Szwecji i Norwegii
- Wicekról Norwegii

Wicekróla Norwegii powoływał król Szwecji i Norwegii z przerwami w latach 1814-1886. Urząd zniesiony został 30 czerwca 1891 roku. Na urząd wicekróla powoływany był zawsze pełnoletni następca obydwu tronów.

## Cesarstwo Austrii
- Wicekról lombardzko-wenecki – tytuł noszony przez gubernatorów wchodzącego do monarchii Habsburskiej w latach 1814-1859 Królestwa Lombardzko-Weneckiego. Podlegali im odrębni gubernatorzy: wenecki i lombardzki.

## Imperium brytyjskie
- Wicekról Hanoweru

Książę Cambridge i syn króla Jerzego III Adolf Hanowerski reprezentował monarchę brytyjskiego (który był również królem Hanoweru) w latach 1816–1837 jako wicekról.
- Wicekról Indii

Kiedy w 1858 r. Indie zostały w całości podporządkowane Koronie Brytyjskiej, a monarchini brytyjska została koronowana na Cesarzową Indii - dla brytyjskich generalnych gubernatorów Indii przyjęto oficjalny tytuł: Gubernator Generalny i Wicekról Indii (Governor General and Viceroy of India). Nieformalnie tytuł skracano do Wicekróla Indii. Wicekról był w tym znaczeniu namiestnikiem nieobecnego w kraju Cesarza Indii (czyli monarchy brytyjskiego rezydującego w Londynie). Tytułu tego używali generalni gubernatorzy do 1947 r., kiedy to ogłoszono niepodległość Indii i zniesiono cesarstwo. Po tej dacie ich uprawnienia zostały zredukowane do tych posiadanych w Indiach przez Koronę Brytyjską dominiów. Urząd gubernatora generalnego został zniesiony w 1950 r. w momencie przekształcenia ustroju monarchicznego w republikę.

## Egipt
- Kedyw Egiptu

Egiptem, będącym nominalnie częścią Imperium Osmańskiego rządził „kedyw” (tur. Hıdiv). Tytuł ten tłumaczony jest na język polski jako wicekról, a na angielski viceroy, został po raz pierwszy użyty nieoficjalnie przez Muhammada Alego paszę, ówczesnego osmańskiego namiestnika (wali) Egiptu i Sudanu, uznany oficjalnie przez rząd osmański w 1867, a następnie używany przez Ismaila Paszę i jego następców do 1914.

## Chiny
- Zongdu

Zongdu (mandżurski: Uheri kadalara amban) był najwyższym rangą urzędnikiem cesarski w Chinach za czasów dynastii Qing. Tytuł ten tłumaczy się jako gubernator generalny lub wicekról. Powoływani byli w liczbie od 8 do 15 i stanowili najwyższą grupę prowincjonalnych urzędników chińskich. Zazwyczaj mieli pod panowaniem dwie prowincje, jedną pod bezpośrednim zarządem, i drugą, rządzoną przez podporządkowanego gubernatora.

## Królestwo Włoch (zjednoczone)
- wicekról Etiopii

Po podboju przez faszystowskie Włochy, niezależnego dotąd, Cesarstwa Etiopii w 1936 roku, formalnie cesarzem Etiopii został król Włoch Wiktor Emanuel III. Rząd powołał w związku z tym wydarzeniem, dla zarządu nad całą Włoską Afryką Wschodnią, urząd wicekróla. Po wyzwoleniu Etiopii przez Brytyjczyków w 1941 roku, urząd przestał faktycznie istnieć. Listę wicekrólów zobacz: Władcy Etiopii.